# Qawra (lagun i Malta)
Qawra är en lagun i republiken Malta.   Den ligger i kommunen San Lawrenz, i den nordvästra delen av landet. Qawra ligger på ön Gozo.
Trakten runt Qawra består till största delen av jordbruksmark.